# Euchoeca obliterata
Euchoeca obliterata är en fjärilsart som beskrevs av Hüfnagel 1767. Euchoeca obliterata ingår i släktet Euchoeca och familjen mätare. Inga underarter finns listade i Catalogue of Life.